# 多納 (加利福尼亞州)
多納（英語：Donner）是位於美國加利福尼亞州普萊瑟縣的一個非建制地區。該地的面積和人口皆未知。

## 地理
多納的座標為39°18′59″N 120°19′56″W / 39.31639°N 120.33222°W，而該地的平均海拔高度為2140米（即7021英尺）。